# Georgianna Paige Pinneo
Georgianna Paige Pinneo, née le 26 mars 1896 à Waterville (Nouvelle-Écosse) et morte le 8 janvier 1985, à Cowansville est une peintre canadienne.

## Biographie
Elle réalise ses études à l’Université Acadia à Wolfville, en Nouvelle-Écosse. Par la suite, elle poursuit ses études à la Victoria School of Art and Design à Halifax, puis au Nova Scotia Provincial Teacher’s College. Elle s'établit à Montréal à la fin des années trente et y enseigne dans différentes écoles publiques,.
La division des archives de l'Université McGill possède des archives sur cette artiste.

## Expositions
- 1942 : exposition individuelle, Galeries du marchand Henry Morgan, Montréal[6],[7]
- 1945 : Exhibition of watercolours paintings : G. Paige Pinneo, Art Association of Montreal[8]
- 1947 : Femina, 10 février au 3 mars 1947, Musée du Québec
- 1953 : Sam Borenstein, Betty Galbraith-Cornell and G. Paige Pinneo, février, Galerie XII, Musée des beaux-arts de Montréal[9]
- 1974 : Exposition de peintures de G. Paige Pinneo, Centre d'art de Cowansville

## Musées et collections publiques
- Musée Bruck
- Musée national des beaux-arts du Québec[10]